# Dmitri Axiónov
Dmitri Axiónov (en ruso: Дмитрий Аксёнов) es un deportista ruso que compitió en remo. Ganó una medalla de bronce en el Campeonato Mundial de Remo de 1999, en la prueba de ocho con timonel.

## Palmarés internacional
| Campeonato Mundial | Campeonato Mundial      | Campeonato Mundial | Campeonato Mundial |
| Año                | Lugar                   | Medalla            | Prueba             |
| ------------------ | ----------------------- | ------------------ | ------------------ |
| 1999               | St. Catharines (Canadá) | Medalla de bronce  | Ocho con timonel   |